# Aeroportul Bongor
Aeroportul Bongor (IATA: OGR, ICAO: FTTB) este un aeroport din Bongor, Mayo-Boneye⁠(d), Regiunea Mayo-Kebbi Est, Ciad.
Situat la o altitudine de 328 m, aeroportul dispune de o singură pistă.